# 龙头寺公园
龍頭寺公園是重庆市渝北区的一个公园，为重庆跑步爱好者所喜爱。
公园共有东门、南门、北门三个门，其中北门为大门。
公园内，蓝花楹分布在公园停车场，花季是4、5月。海棠分布在公园停车场、跑道内侧，花季是2至4月。